# Темир-мост
Темир-мост (каз. Теміркөпір) — станция в Мугалжарском районе Актюбинской области Казахстана. Входит в состав Енбекского сельского округа. Код КАТО — 154841880.

## Население
В 1999 году население станции составляло 375 человек (172 мужчины и 203 женщины). По данным переписи 2009 года, в населённом пункте проживало 277 человек (131 мужчина и 146 женщин).

## Галерея
- ст.Темир. Общий вид
- ст.Темир.